# Campeonato de Australia 1965
Lista de los campeones del Abierto de Australia de 1965:

## Individual masculino
Roy Emerson (AUS) d. Fred Stolle (AUS),  7–9, 2–6, 6–4, 7–5, 6–1

## Individual femenino
Margaret Court (AUS) d. Maria Bueno (BRA), 5–7, 6–4, 5–2 retirado

## Dobles masculino
John Newcombe/Tony Roche (AUS)

## Dobles femenino
Margaret Court (AUS)/Lesley Turner (AUS)

## Dobles mixto
Owen Davidson (AUS)/Robyn Ebbern (AUS)
| Predecesor: 1964                                       | Abierto de Australia 1965 | Sucesor: 1966                         |
| Predecesor: Campeonato nacional de Estados Unidos 1964 | Grand Slam 1965           | Sucesor: Torneo de Roland Garros 1965 |

- Datos: Q2715272